# Iwan Horbatiuk
Iwan Markowycz Horbatiuk (ukr. Іван Маркович Горбатюк, ros. Иван Маркович Горбатюк, Iwan Markowicz Gorbatiuk, ur. 24 lutego?/9 marca 1903 w Odessie, zm. 16 marca 1957 w Moskwie) – funkcjonariusz radzieckich organów bezpieczeństwa, generał porucznik, szef Głównego Zarządu Wojsk NKWD ds. Ochrony Tyłów Armii Czerwonej (1943-1945).

## Życiorys
Ukrainiec, 1918 skończył szkołę w Odessie, 1919 słuchacz kursów technicznych w Odessie, od grudnia 1921 do września 1925 kolejno pełnomocnik komitetu aprowizacyjnego rejonowego biura zaopatrzeniowego, przewodniczący rejonowego komitetu niezależnych chłopów przy komitecie wykonawczym rady rejonowej i przewodniczący komitetu fabrycznego rejonowego sekretariatu związków zawodowych w guberni podolskiej. Od 1925 w RKP(b)/WKP(b), od września 1925 do września 1928 studiował w powiatowej szkole kawalerii w Kirowohradzie, od września 1929 do listopada 1937 w wojskach pogranicznych OGPU/NKWD, kapitan od 1937. Od listopada 1937 do listopada 1939 dowódca 55 kolejowego pułku wojsk NKWD, od listopada 1939 do sierpnia 1940 dowódca 61 pułku kolejowego wojsk NKWD, od 21 stycznia 1940 major, w kwietniu 1940 zaocznie ukończył Akademię Wojskową im. Frunzego w Moskwie, 5 maja 1940 awansowany na podpułkownika. Od sierpnia 1940 do lipca 1941 dowódca 87 Pogranicznego Oddziału NKWD w Łomży, w lipcu 1941 dowódca 87 Pogranicznego Pułku NKWD, od lipca 1941 do 17 sierpnia 1942 dowódca Wojsk Ochrony Tyłów NKWD Frontu Północno-Zachodniego, od 15 sierpnia 1942 pułkownik, od 17 sierpnia 1942 do 3 stycznia 1943 p.o. szefa Zarządu Wojsk NKWD ds. Ochrony Tyłów Frontu Zachodniego, od 3 stycznia do 18 maja 1943 p.o. szefa Zarządu Wojsk NKWD ds. Ochrony Tyłów Frontu Północno-Zachodniego, 21 kwietnia 1943 mianowany generałem majorem. Od 18 maja do 13 września 1943 szef Zarządu Wojsk NKWD ds. Ochrony Tyłów Frontu Północno-Zachodniego, od 13 września 1943 do 13 października 1945 szef Głównego Zarządu Wojsk NKWD ds. Ochrony Tyłów Armii Czerwonej, od 17 listopada 1944 generał lejtnant. Odpowiadał za masowe aresztowania i represje wobec żołnierzy AK na ziemiach polskich zajmowanych przez Armię Czerwoną. Od 21 listopada 1945 do 21 marca 1949 szef Zarządu NKWD/MWD obwodu iwanowskiego, od 21 marca 1949 do 2 listopada 1951 szef Zarządu Wojsk Pogranicznych MWD/MGB Okręgu Białoruskiego, od 2 listopada 1951 do 21 maja 1954 szef Zarządu Wojsk Pogranicznych MGB/MWD Okręgu Ukraińskiego, następnie w stanie spoczynku. Deputowany do Rady Najwyższej ZSRR 4 kadencji.

## Odznaczenia
- Order Lenina (24 listopada 1950)
- Order Czerwonego Sztandaru (czterokrotnie - 19 grudnia 1941, 22 sierpnia 1944, 2 marca 1945 i 10 grudnia 1945)
- Order Kutuzowa II klasy (9 marca 1944)
- Order Suworowa II klasy (2 lipca 1945)
- Order Wojny Ojczyźnianej I klasy (dwukrotnie - 15 czerwca 1943 i 14 lutego 1951)
- Order Czerwonej Gwiazdy (3 listopada 1944)
- Odznaka "Zasłużony Funkcjonariusz NKWD" (13 lipca 1944)

I 4 medale.